# Kolosy (przystanek kolejowy)
Kolosy – dawny wąskotorowy przystanek osobowy w Kolosach, w gminie Czarnocin, w powiecie kazimierskim, w województwie świętokrzyskim, w Polsce.